# Александер Сити (Алабама)
Александер Сити (енгл. Alexander City) град је у америчкој савезној држави Алабама. По попису становништва из 2010. у њему је живело 14.875 становника.

## Демографија
Према попису становништва из 2010. у граду је живело 14.875 становника, што је 133 (0,9%) становника мање него 2000. године.
| Група             | 2000.          | 2010.         |
| Белци             | 10.553 (70,3%) | 9.131 (61,4%) |
| Афроамериканци    | 4.258 (28,4%)  | 4.757 (32,0%) |
| Азијати           | 42 (0,3%)      | 139 (0,9%)    |
| Хиспаноамериканци | 67 (0,4%)      | 708 (4,8%)    |
| Укупно            | 15.008         | 14.875        |